# S'anc iorn agui ioi ni solatz

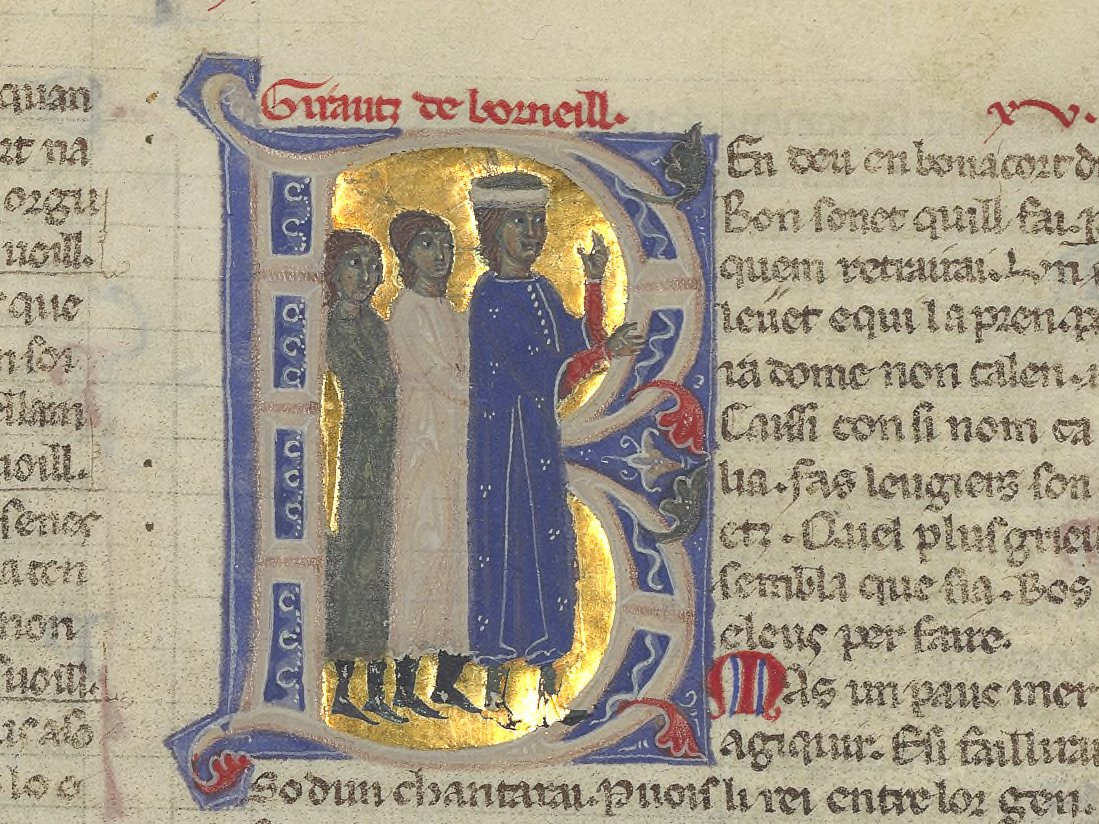
Un ritratto miniato di Giraut.

S'anc iorn agui ioi ni solatz è un planh in lingua occitana antica composto dal trovatore limosino Giraut de Bornelh nel 1173.
Il brano è una lamentazione esplicitamente scritta in morte del collega e amico Raimbaut d'Aurenga, al quale l'autore si rivolge mediante il senhal Hygnaures.
Si contano 8 coblas unissonans, organizzate secondo un'alternanza di 8 versi ottosillabi e quadrisillabi con schema metrico a8 a4 a8 b8 b8 b4 c8 c8, e due tornadas rispettivamente di 3 e 2 ottonari.